# آیمو سوماربرگ
آیمو سوماربرگ (فنلاندی: Aimo Sommarberg؛ زادهٔ ۱۱ اوت ۱۹۳۱) بازیکن فوتبال اهل فنلاند بود.
وی همچنین در تیم ملی فوتبال فنلاند بازی کرده‌است.